# スージー・ブランソン
スージー・ブランソン（Susie Brunson、1870年12月25日/1882年10月25日?- 1994年11月29日）は、アメリカのスーパーセンテナリアン。

## 略歴
1882年(1870年ともされる)、サウスカロライナ州バンバーグに、ランドール・ジャクソンとキャリー・モイヤーの子として生まれる。その地域で育ち、その後エイキンに引っ越す。ジョージ（ジェームズ）デイビスと結婚し、彼と一緒に数人の子供をもうけたが、そのほとんどは乳児期に死去した。ジョージの死後、ウィリアム・ロビンソンと結婚し、夫の晩年に子供をもうけた。その後にアダム・ブランソンと結婚する。1932年、娘のメアリー・マクダニエルと暮らすためにニューヨーク州ロングアイランドに引っ越した。1987年にノースカロライナ州ウィルミントンに引っ越すまでそこにとどまっていた。
1994年11月29日、123歳339日で死去。しかし、112歳35日ともいわれる。